# Iglesia de San Martín (Paredes de Nava)
La iglesia de San Martín es un antiguo templo parroquial de la localidad de Paredes de Nava (Palencia, Castilla y León, España), construido en el siglo siglo XV aunque ampliamente reformado en el XVII. En la actualidad acoge el Centro de Interpretación de Tierra de Campos y la Oficina de Turismo de Paredes de Nava.

## Historia
Situada en el barrio al que da nombre, San Martín podría tratarse de la más antigua de las cinco iglesias con que contó Paredes de Nava —de las cuales cuatro han sobrevivido hasta hoy, con distinto estado de conservación— pues ya en el siglo XIII existen referencias documentales a ella. Se situaba frente al ya desaparecido palacio de los Manrique, condes de Paredes. Nada queda de aquella antigua fábrica, ya que en el siglo XV, dentro aún de la etapa gótica, se levantó en el mismo lugar un templo de mayores proporciones. En el siglo XVII este segundo templo, construido en piedra, sufrió una profunda reforma y ampliación que afectó a las cubiertas de las naves, secciones de los paramentos y la cabecera; todos ellos fueron rehechos en ladrillo, el mismo material empleado para levantar la torre, dando como resultado una fábrica de aparejo mixto.

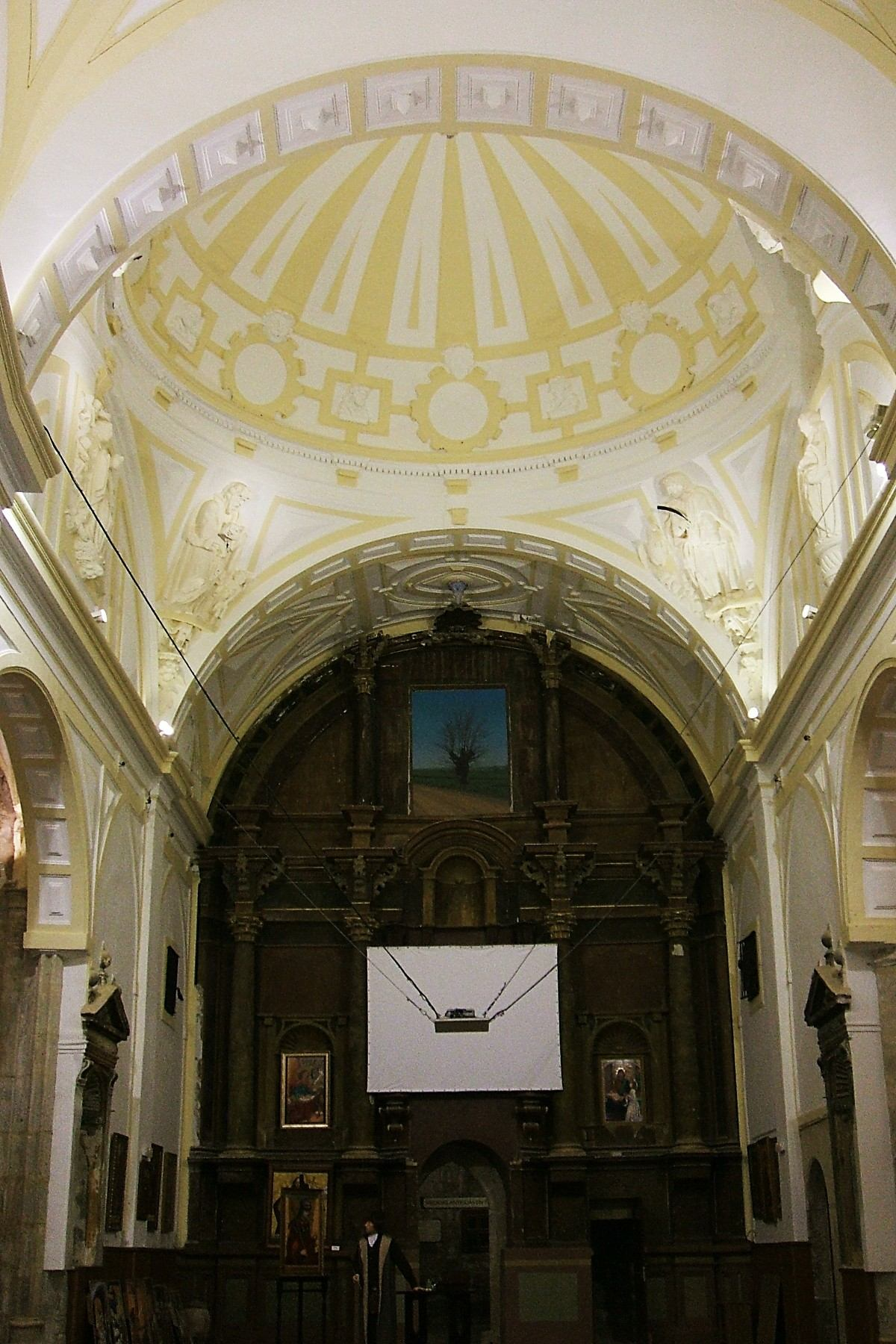
Cabecera de la iglesia.

El paulatino declive demográfico y económico de Paredes de Nava afectó negativamente a esta parroquia. Carente de medios para su mantenimiento y muy deteriorada, cerró sus puertas al culto a mediados del siglo XX. Años después, el templo comenzó a salir del olvido gracias a la iniciativa de los habitantes de la villa, siendo rescatado de una aniquiladora ruina. Las actividades de la Asociación Cultural y Social Villa de Paredes, que incluyeron la recuperación de la representación el 5 de enero del Auto de los Reyes Magos y un proyecto de Museo Etnográfico que no llegó a consolidarse, preludiaron la integración de San Martín en el Plan Director diseñado para la conmemoración en 2003 del V Centenario de la muerte del ilustre pintor paredeño Pedro Berruguete. Así, el edificio fue completamente restaurado y acondicionado para alojar el Centro de Interpretación de Tierra de Campos (véase epígrafe específico) y la Oficina Municipal de Turismo.

## Descripción
La planta es de tres naves, siendo más elevada la central que las laterales, y consta de seis tramos más una cabecera rectangular. Diez pilares de fuste prismático soportan unas cubiertas que la reforma barroca acometida en el siglo XVII convirtió en falsas bóvedas de arista, enlucidas y molduradas. El falso crucero, ante el Presbiterio y la Capilla Mayor, fue cubierto con una cúpula gallonada decorada con yeserías y apoyada sobre pechinas, en las cuales se colocaron relieves de cuerpo entero de los cuatro Evangelistas. Se considera al artista paredeño Felipe Berrojo de la Rúa autor de este trabajo. 
La torre, salvo el cuerpo inferior, que conserva la sillería medieval, fue reedificada en ladrillo macizo, al estilo mudéjar, adosada a la cabecera. La puerta principal de acceso se localiza en el lado de la Epístola (sur), y se abre al exterior a través de un elegante aunque deteriorado arco de estilo gótico-isabelino, con intradós carpanelado, tímpano vacío y trasdós conopial festoneado con cardinas y rematado en cogollo. Se halla este último elemento decorativo mutilado, al igual que las pilastrillas laterales, a las que les falta el cuerpo superior. En el pavimento del pórtico aparece una fecha, 1580. Se sabe que el maestro cantero Vítores trabajó en esta obra. 

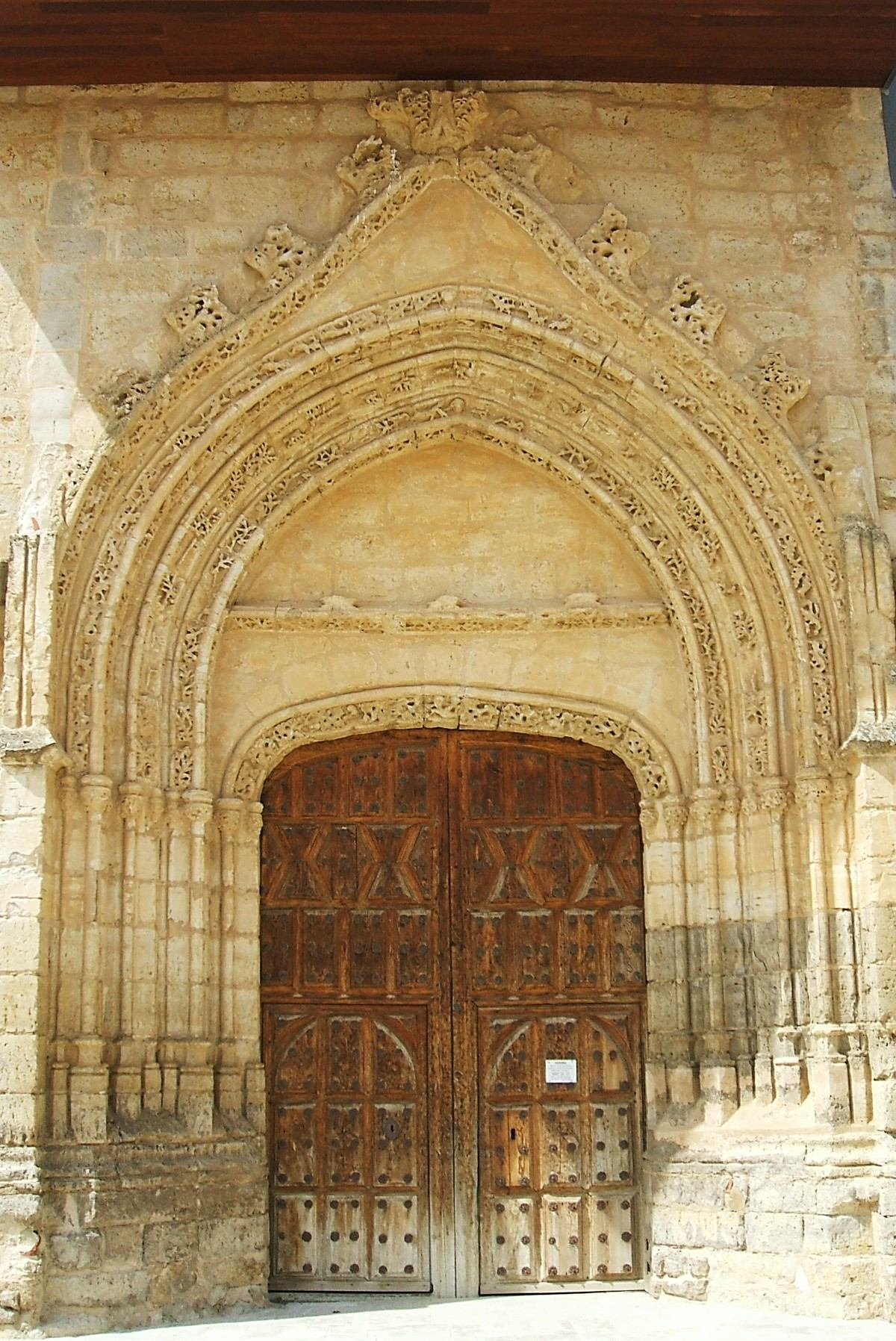
Portada tardogótica.

Algunas de las obras de arte que alojaba el templo se conservan hoy en el Museo de la Iglesia de Santa Eulalia, como el Retablo de San Pedro Mártir, atribuido a Pedro Berruguete, dos tallas de San Bartolomé y San Tadeo, del conocido como Maestro de Paredes, y un Cristo Crucificado.

## Centro de Interpretación de Tierra de Campos
Dispuesto en toda la superficie del templo y abierto al público en 2004, consiste en un montaje expositivo que expone los diversos aspectos de la comarca a través de sus orígenes, historia, sociedad, cultura, entorno natural, etc. Los paneles informativos hacen un especial hincapié en el devenir histórico de Paredes de Nava, tomada como ejemplo de villa terracampina. El recorrido programado se extiende desde la Prehistoria hasta nuestros días, pasando por la época de mayor esplendor de la villa, en los siglos XV y XVI, en la que vivieron sus hijos más ilustres. El Centro de Interpretación incluye una interesante exposición de maquetas de modelos de palomares de Tierra de Campos, ejemplo de arquitectura rural característico de la comarca.

## Información adicional
La Iglesia de San Martín/Centro de Interpretación de Tierra de Campos tiene como horario de visitas de martes a domingo, de 11 a 14 h. y de 16 a 19 h (lunes, cerrado). En la Oficina de Turismo puede concertarse la visita guiada a la cercana Iglesia de Santa Eulalia. Tfno: 979 830 440.

## Galería de imágenes

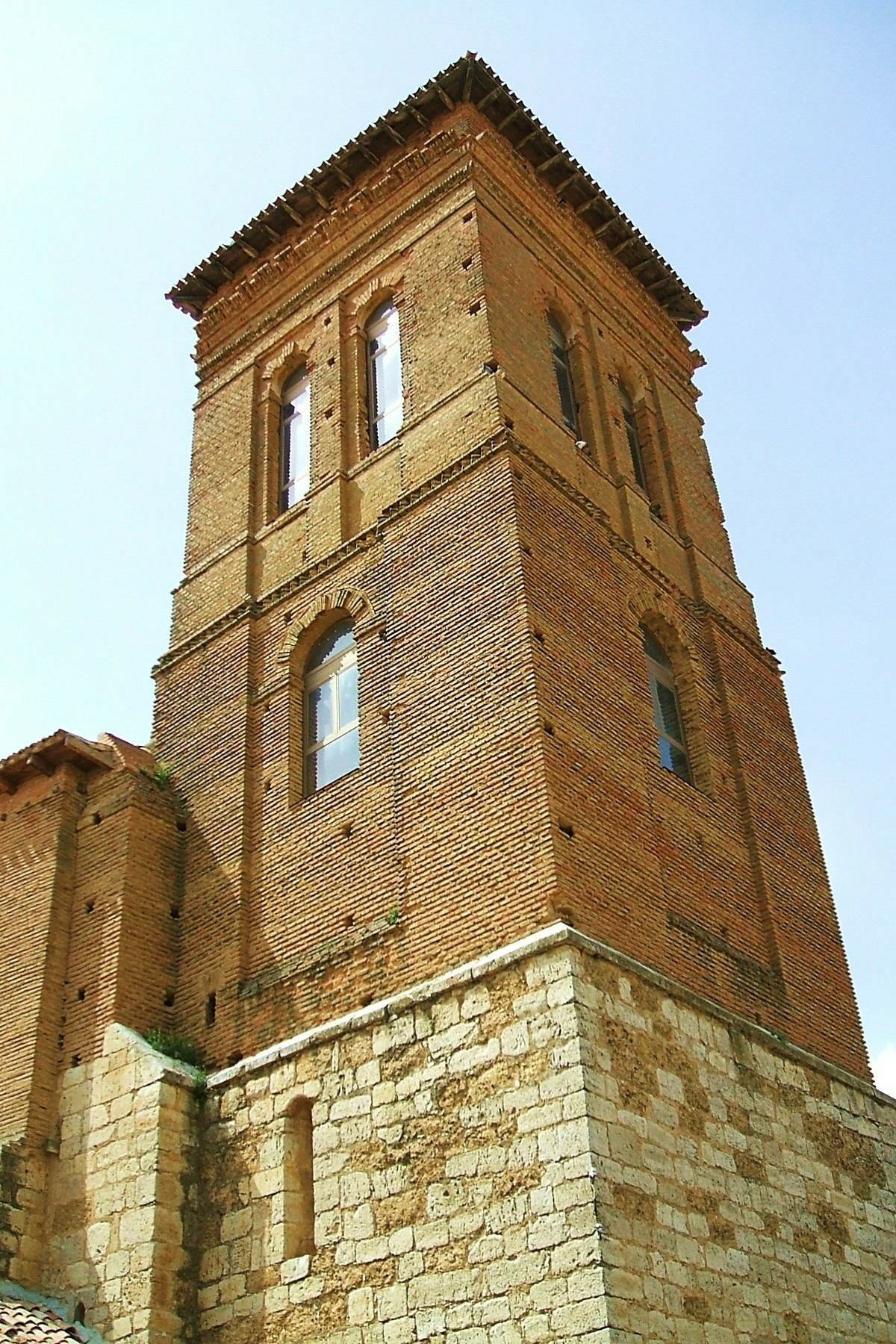
Torre de la iglesia
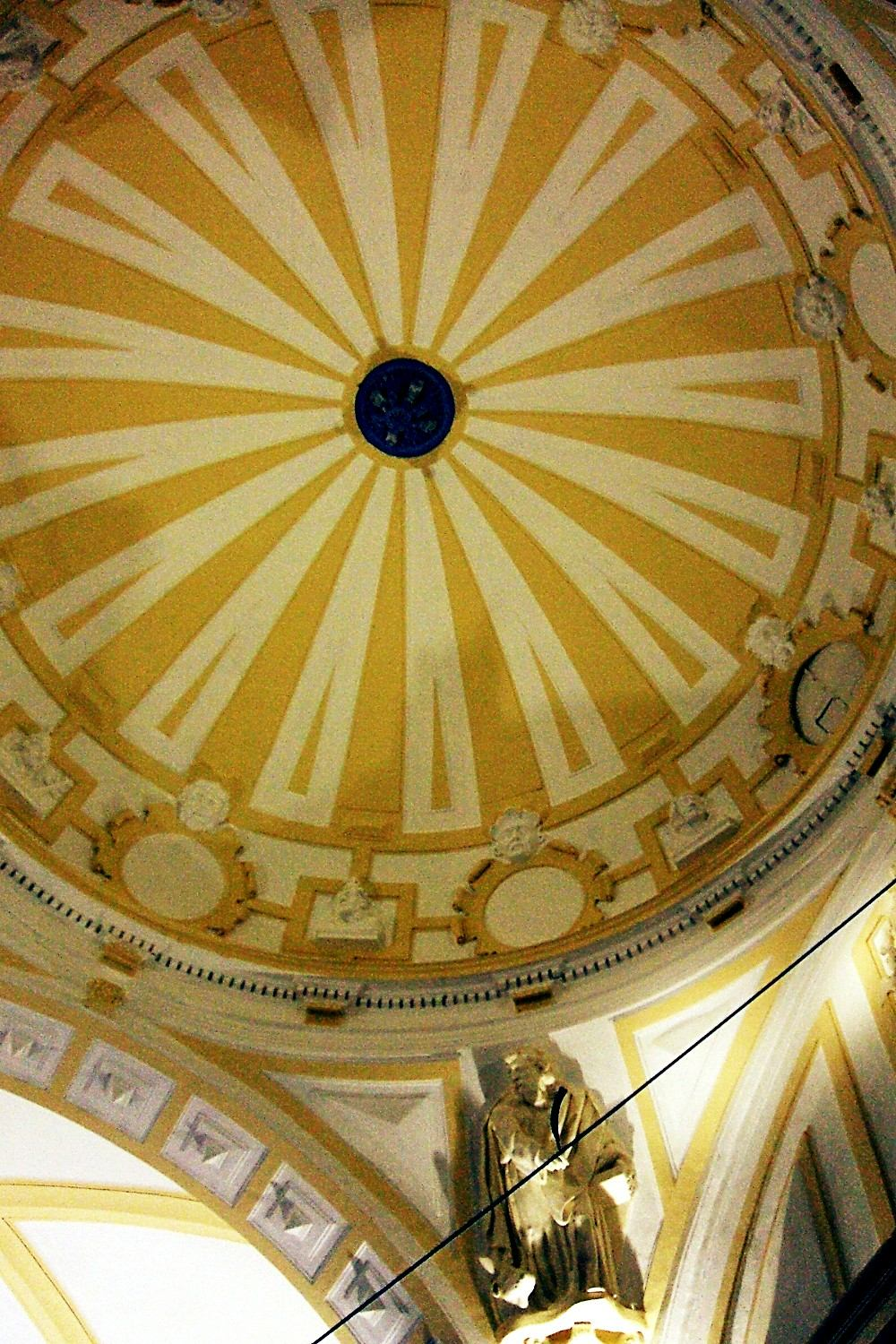
Bóveda del crucero
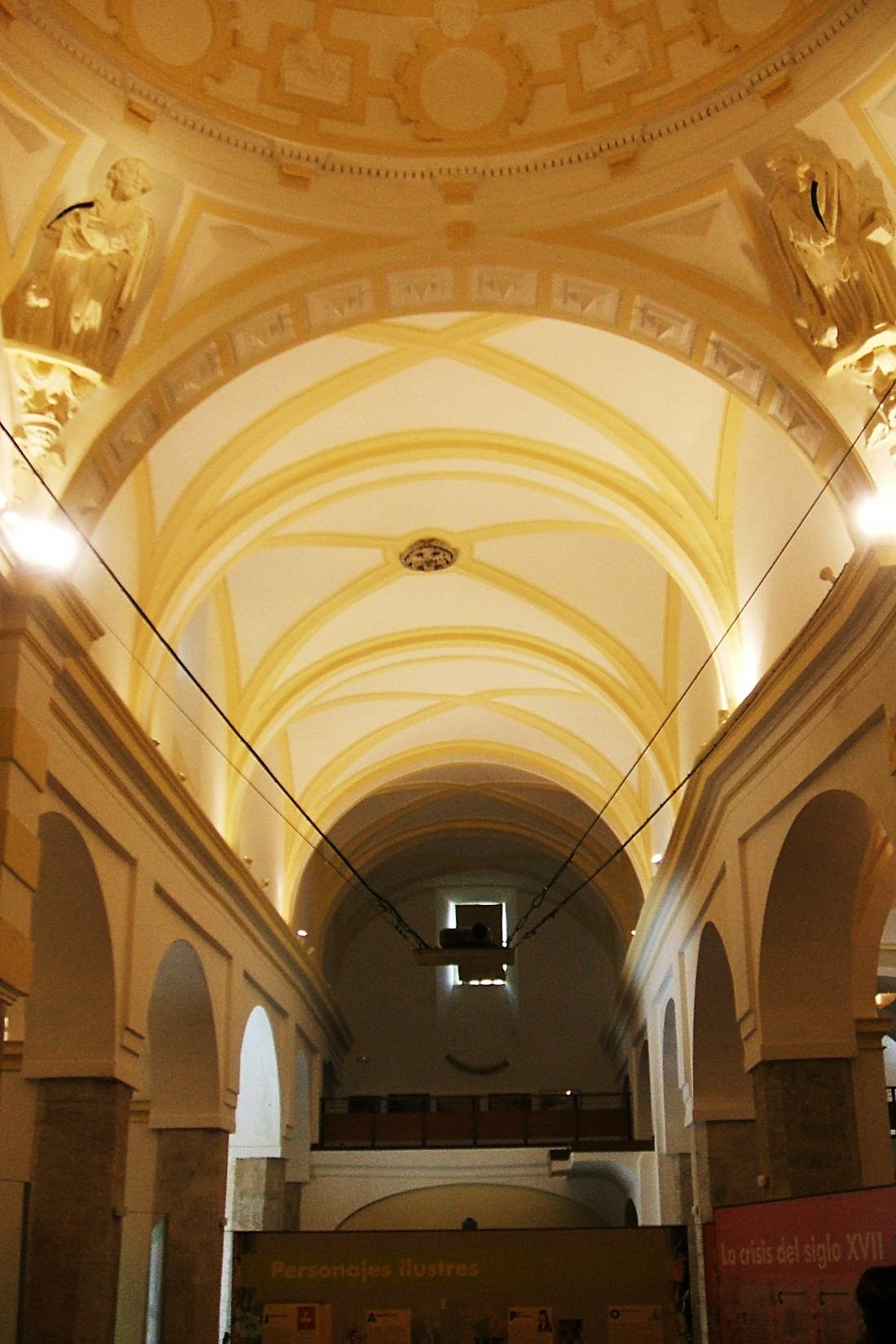
Nave central
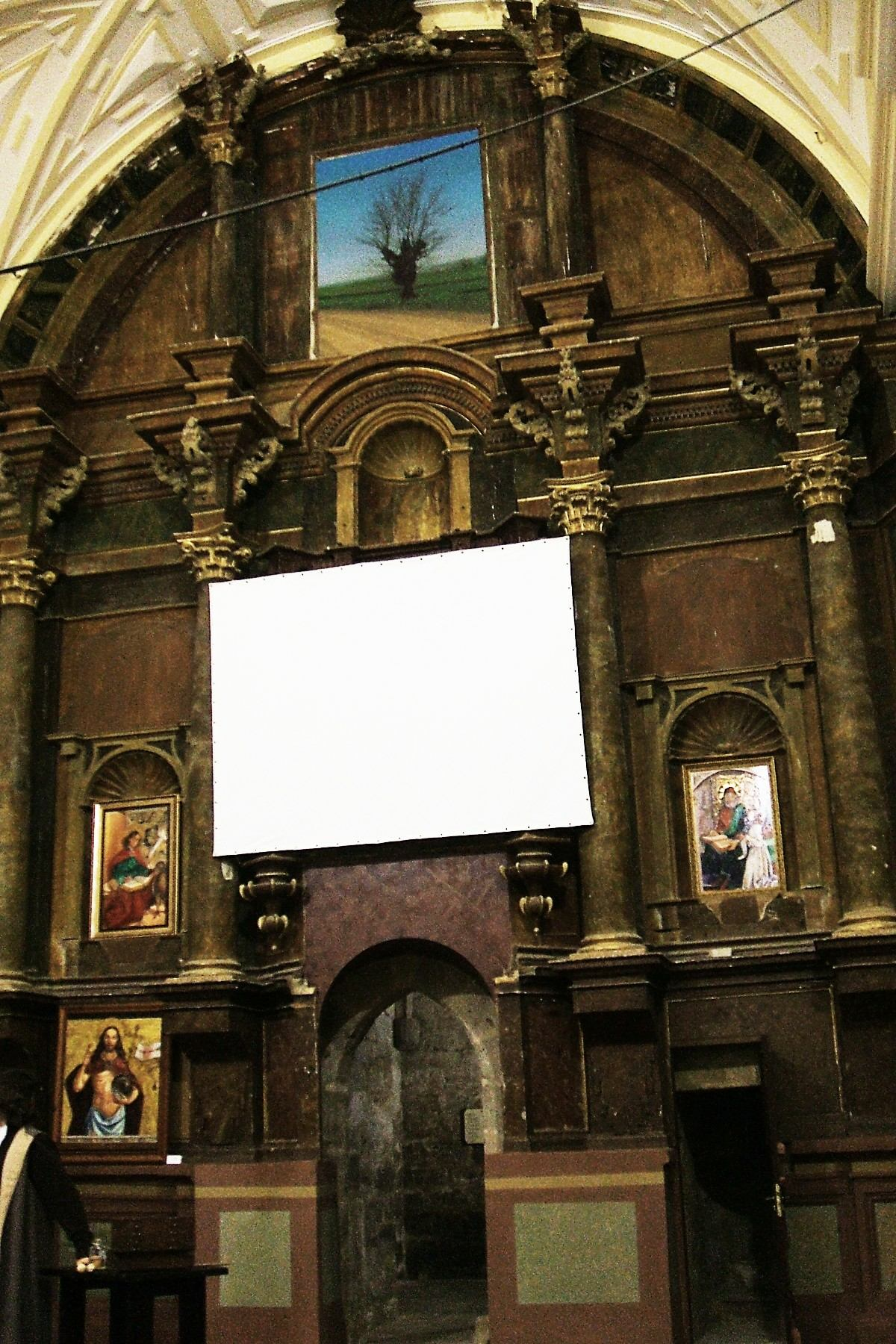
Retablo mayor
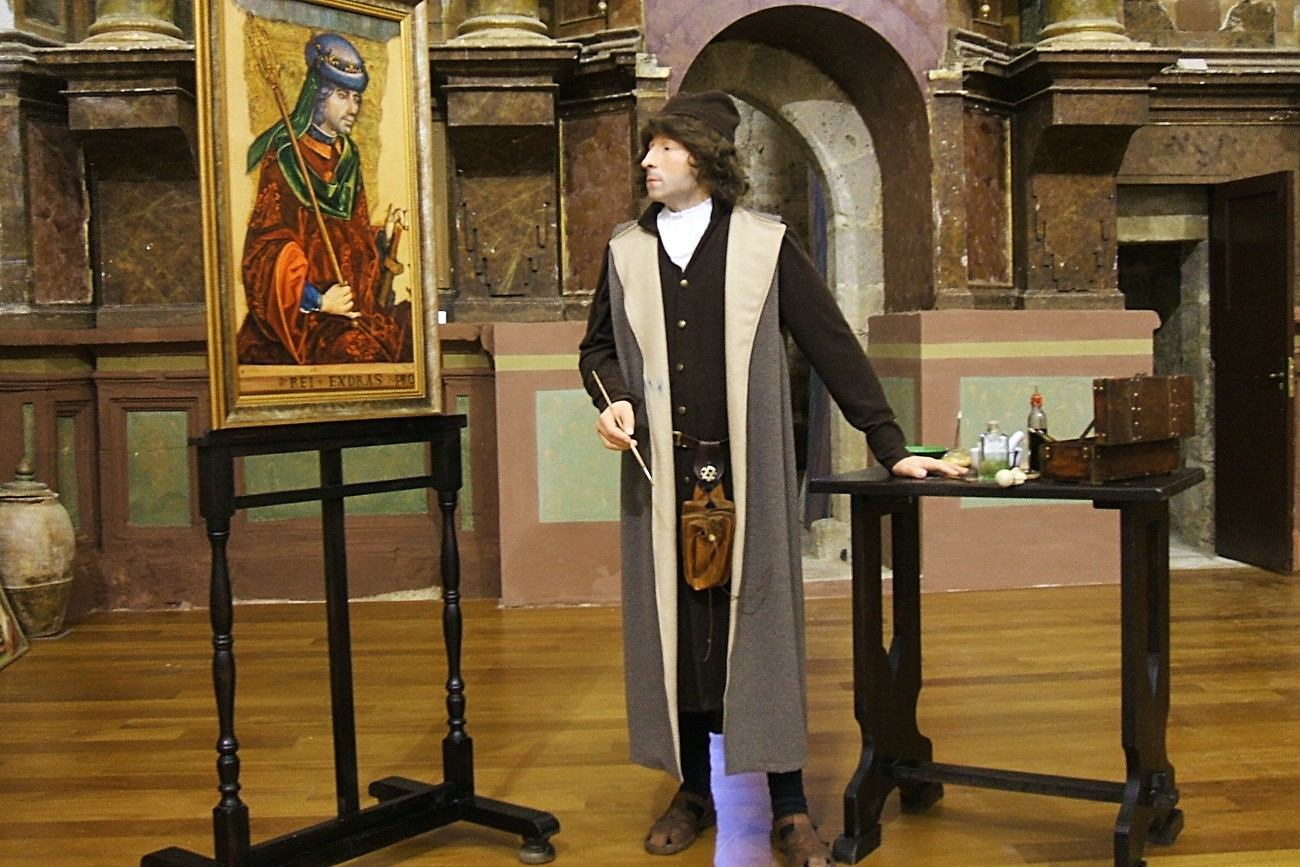
Pedro Berruguete